# Gobovšek (Dobrunjščica)
Gobovšek je pritok potoka Dobrunjščica, ki teče skozi naselje Sostro pri Ljubljani in se izliva v Ljubljanico.